# Герб Дубровника

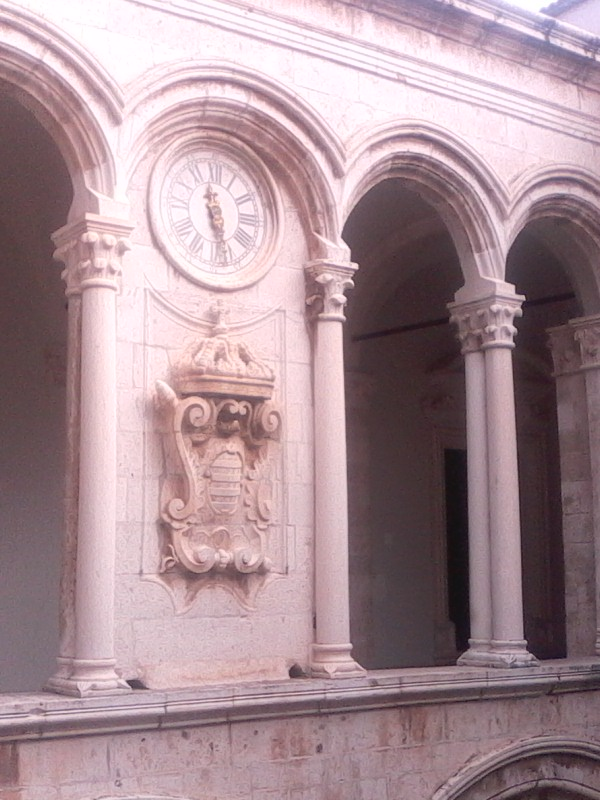
Княжий двор в Дубровнике

Герб Дубровника (хорв. Grb Dubrovnika), также Герб Дубровницкой Республики (хорв. Grb Dubrovačke Republike) — официальный герб хорватского города Дубровник, ранее герб исторического государства Дубровницкая республика. Представляет собой щит с четырьмя красными (червлёными) и четырьмя белыми (серебряными) полосами. Геральдической основой считается герб венгерской королевской династии Арпадов.

## История

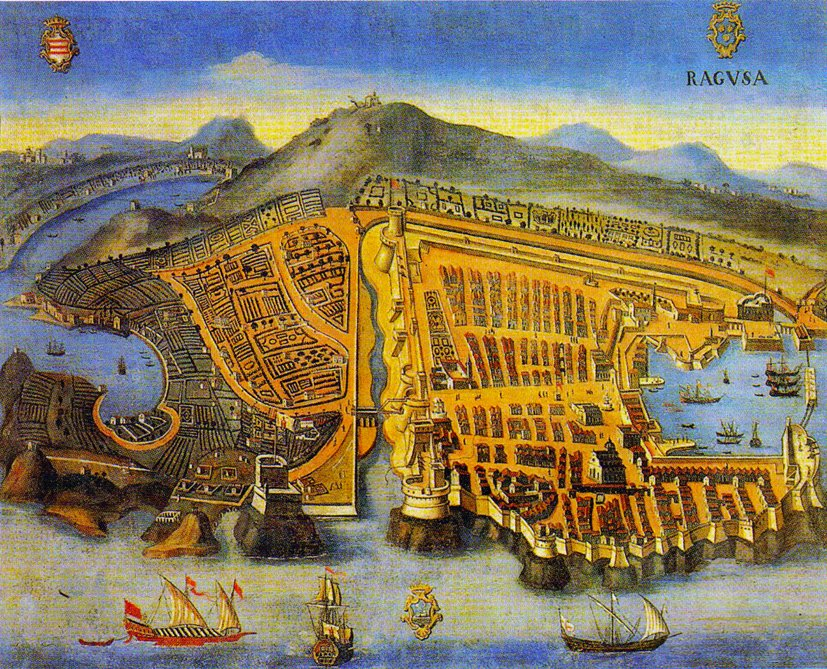
Панорама Дубровника с гербом в верхнем углу (XVII век)

До 1206 года Дубровник был в составе Византийской империи и собственным гербом не обладал. До 1171 года город использовал знамёна Византии. После присоединения Дубровника к Венецианской республике символом города стал лев святого Марка. После прекращения правления венецианцев Дубровник отказался от их символики, сохранив всего одну скрижаль с изображением Венецианского льва.

### Герб с красными и белыми полосами
Задарский мирный договор, заключённый в 1358 году, заставил Венецию отказаться от владений на восточном побережье Адриатического моря и уступить их венгерскому королю Людовику I. В том же году было подписано в Вышеграде соглашение между властями Дубровника и Людовиком, по которому Дубровник получил право использовать в качестве флага и герба соответствующие символы династии Арпадов — с белыми и красными полосами. В 1359 году Дубровник приказал изготовить в Венеции флаг с гербом Королевства Венгрия, а в 1362 году — флаг с изображением Святого Власия. Согласно некоторым источникам, использование герба Венгрии зависело от различных условий внешней политики, поэтому власти Дубровницкой республики издали распоряжение: все капитаны кораблей могут поднимать только флаги Республики (с изображением Святого Власия) или Королевства Венгрия.
Герб с красными и белыми полосами стал широко распространён в Дубровнике, его изображали даже после выхода Республики из-под зависимости от Венгрии. Хотя ранее это был символ подчинения венгерскому королю, со временем этот герб стал символом суверенитета Дубровницкой республики. Одним из редких описаний герба в письменной форме считается книга Copioso ristretto degli annali di Rausa, составленная Джакомо Ди Пьетро Луккари (Яковом Лукаричем) в 1605 году в Венеции. Страница 155 гласит, что во время выборов в Республике для голосования использовались урны с изображением герба Республики, коим служил красный щит с четырьмя белыми полосами. Герб использовался вплоть до упразднения Республики в 1808 году.

### Примеры гербов
- Княжий двор:
  - Изображение Святого Власия, XV век, герб расположен в верхнем углу;
  - Портрет Владислава Бучича (де Буккья), XVII век, по бокам изображены гербы Республики с красными и белыми полосами;
  - Изображение Дубровника, XVII век, сделано до землетрясения 1667 года, герб изображён в левом верхнем углу;
- Павао Риттер Витезович: книга Stematographia sive armorum illiricorum delineatio, descriptio et restitutio (Вена, 1701), на обложке изображён герб Дубровника;
- Антонио Прими: книга La legga dell' honesta e del valore (Венеция, 1703), отпечатана в чёрно-белых цветах, однако на обложке изображён герб с белыми и чёрными полосами, напоминающий герб Дубровника;
- Матия Альберти: книга Oficij B. Marie D. (Венеция, 1617), чёрно-белый герб на обложке;
- Степан Градич: книга Peripateticae philosophiae pronunciata с изображением герба Дубровницкой республики на обложке;
- Дворец Спонца (Дубровник): герб на главных воротах с XVIII века[7];
- Мандаты Бартоломео Лодовико Гильоне, консула Республики в Лондоне с 1790 года: герб соответствует современному гербу Дубровника[8].

### Герб с красными и синими полосами
Существует и другая версия герба с красными и синими полосами, которая встречается в некоторых исторических документах. Многие рассматривают это как собственную интерпретацию авторов, не соответствующую действительности. Подобный вариант стал появляться чаще в конце XVIII века: белые или серебряные полосы стали вытесняться синими. Так, подобный вариант герба авторства Михайло Пешича есть в государственном архиве Дубровника на карте республики от 1747 года: в нижнем углу карты есть красные и белые полосы, причём внутри белых полос есть синие.
Одним из важнейших гербовников Дубровника является гербовник авторства Иво Сараки, который датируется примерно 1746 годом и упомянут в своде законов Дубровника. На нескольких страницах изображены гербы дворянства Дубровника с гербом Республики во главе: встречаются варианты с красными и синими полосами, причём синие полосы отличаются оттенком и различными украшениями. Вито Галзинский, автор работ по геральдике Дубровницкой республики, считал, что Сарака выделял серебряные украшения полос таким образом. Тот же манускрипт использовался для проверки подлинности существования дворянских родов и использовался в качестве основы для восстановления гербовника. В 1956 году по итогам работы историков в Сплите выяснилось, что упомянутые серебряные полосы на гербах были полностью синими, и поэтому сложилось мнение, что герб Дубровника был с красными и синими полосами. Гербовник ныне хранится в Княжьем дворе.

## Галерея

Герб династии Арпадов
Герб по версии Павао Риттера Витезовича
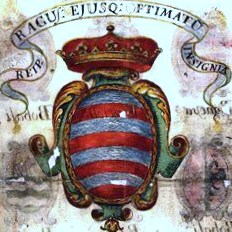
Герб на карте Матии Пешича
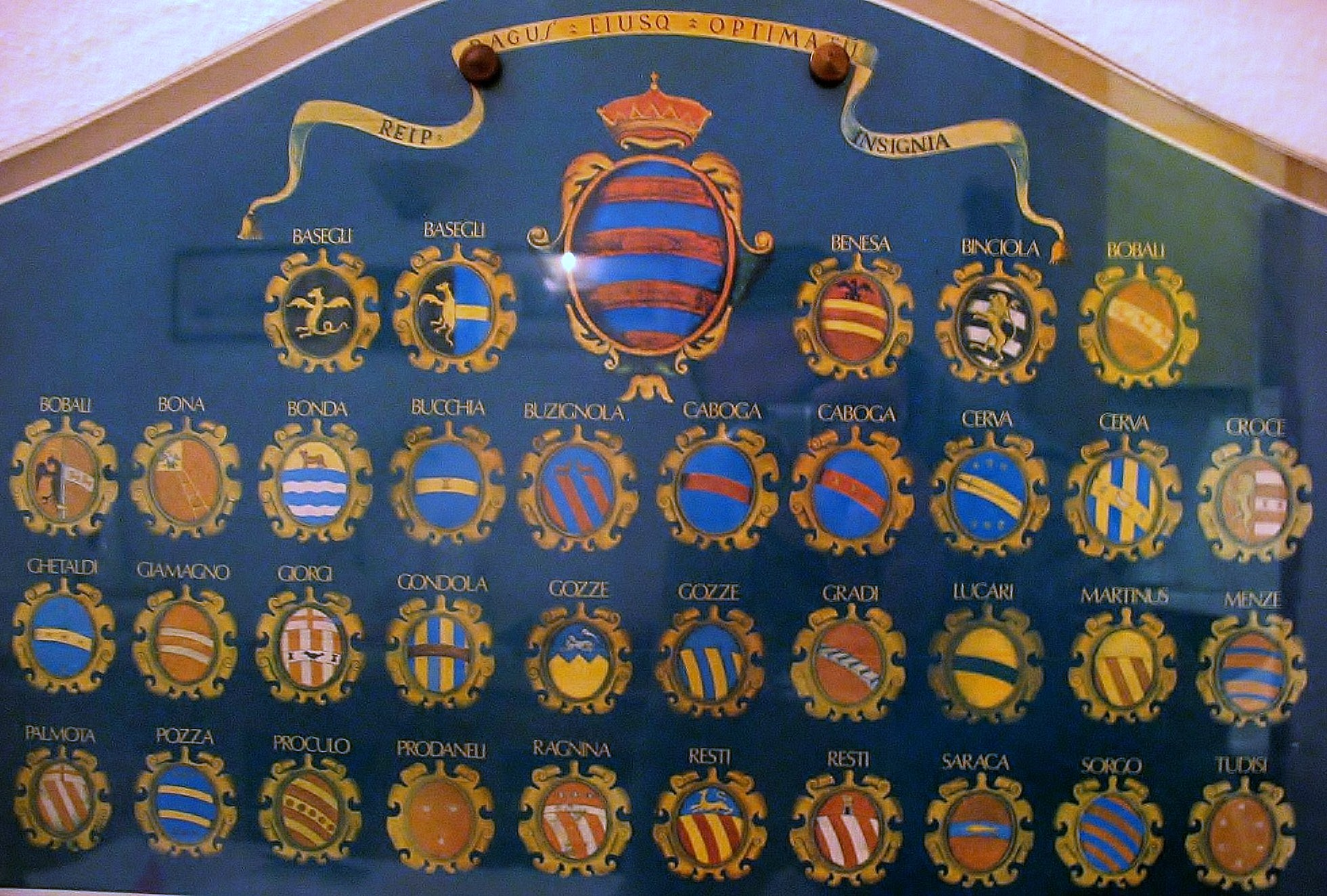
Герб Дубровницкой республики по версии Иво Сараки
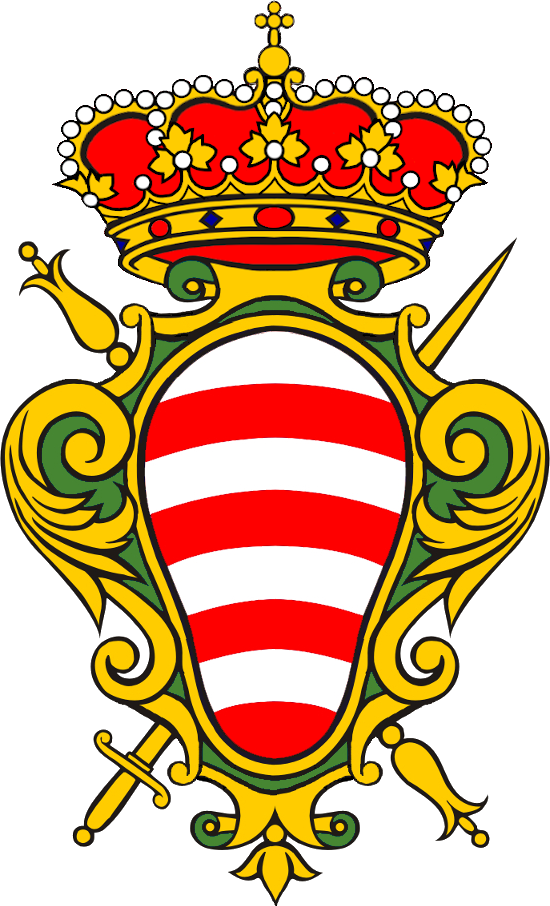
Исторический герб Дубровницкой республики с белыми полосами